# Prix du Lundi
Le Prix du Lundi, ou Nouveau Grand Prix de la science-fiction française, est un prix littéraire français décerné entre 2006 et 2015.

## Historique
Le Prix du Lundi est un prix littéraire destiné à succéder à l'ancien Grand prix de la science-fiction française. Ce dernier, en effet, a été rebaptisé en 1992 : Grand prix de l'imaginaire et il est devenu susceptible, à ce titre, de récompenser des textes appartenant à d'autres genres que la science-fiction (notamment la fantasy).
Depuis 2006, le Prix du Lundi récompense donc chaque année un roman et une nouvelle de science-fiction, en langue française, publiés dans l'année. Il est décerné au cours du Déjeuner du lundi, institution hebdomadaire qui réunit depuis le début des années 1950 quelques amateurs de science-fiction dans un restaurant parisien. Parmi les jurés et créateurs du prix, on compte notamment les écrivains Philippe Curval, Marianne Leconte, Olivier Paquet, Jeanne-A Debats , Olivier Cotte et André Ruellan  (président du jury), le traducteur Patrick Dusoulier et le critique Joseph Altairac.
Traditionnellement, les Prix du Lundi sont décernés dans les jours qui suivent la tenue des Utopiales, manifestation au cours de laquelle sont annoncés les lauréats du Grand prix de l'imaginaire. La remise officielle a lieu au mois de janvier ; les lauréats sont alors invités au Déjeuner du lundi et une attestation leur est remise, exécutée par l'illustrateur Jeam Tag.

## Palmarès

### Meilleur roman
- 2006 : Catherine Dufour, Le Goût de l'immortalité[3]
- 2007 : Élise Fontenaille, Unica[3]
- 2008 : Norbert Merjagnan, Les Tours de Samarante[4]
- 2009 : Stéphane Beauverger, Le Déchronologue[1]
- 2010 : non décerné
- 2011 : Roland C. Wagner, Rêves de gloire[5]
- 2012 : Laurent Genefort, Points chauds[1]
- 2013 : Laurent Kloetzer, Anamnèse de Lady Star[1]
- 2014 : Raphaël Granier de Cassagnac, Thinking Eternity[1]
- 2015 : Tristan Garcia, 7[1]

### Meilleure nouvelle
- 2006 : Sylvie Lainé, Les Yeux d'Elsa[6]
- 2007 : Michel Demuth, numéro spécial de la revue Lunatique de juin 2007[1]
- 2008 : Jeanne-A Debats, La Vieille Anglaise et le Continent[7]
- 2009 : Jérôme Noirez, « Terre de Fraye », dans l'anthologie Retour sur l'horizon dirigée par Serge Lehman[1]
- 2010 : non décerné
- 2011 : non décerné
- 2012 : non décerné
- 2013 : Thomas Day, Sept secondes pour devenir un aigle[1]
- 2014 : non décerné
- 2015 : non décerné